# Djebabra
Djebabra (em árabe: جبابرة) é uma cidade e comuna localizada na província de Blida, Argélia. Segundo o censo de 2008, a população total da cidade era de 3 403 habitantes.